# Maxi López
Maximiliano Gastón López (Buenos Aires, 1984. április 3. –) ismertebb nevén Maxi López argentin labdarúgó. Olasz útlevéllel is rendelkezik.

## Pályafutása
Karrierjét 1997-ben a River Plate csapatánál kezdte, 17 éves volt, amikor bemutatkozott a felnőttek közt. 2003-ban és 2004-ben pedig bajnoki címet szerzett csapatával.
2005 januárjában az FC Barcelona igazolta le 6.2 millió €-ért a sérült Henrik Larsson helyére. Bár gólt szerzett az első meccsén a Chelsea ellen, nem tudott szilárdan a csapat tagjává válni. 2007-ben Oroszországba, az FK Moszkva csapatába igazolt. 2009-ben rövid brazíliai kölcsönjáték után került Olaszországba. Megfordult a Catania, az AC Milan, a Sampdoria és a Chievo csapataiban. 2015-ben szerződött a Torinóba.
2021. július 29-én bejelentette visszavonulását.

## Sikerei, díjai

### River Plate
- Argentin bajnok (3): 2001–02, 2002–03, 2003–04

### Barcelona
- Spanyol bajnok (2): 2004–05, 2005–06
- Spanyol szuperkupagyőztes (1): 2005
- Bajnokok ligája (1): 2005–06

### Vasco da Gama
- Guanabara Kup (1): 2019